# William Perkins Babcock
Pour les articles homonymes, voir Babcock.
William Perkins Babcock (William P. Babcock ou William Babcock ) né à Boston (Massachusetts) le 17 janvier 1826  
et mort à Bois-d'Arcy le 26 juillet 1899, est un artiste peintre et dessinateur américain expatrié en France, où il passa la majeure partie de sa vie. 

## Biographie
En 1847, Babcock est, à vingt-et-un ans, l'un des premiers peintres américains à étudier avec Thomas Couture à Paris. Il a alors son atelier  à Montmartre, au 46, rue Lepic.
Il expose au Salon à Paris à partir de 1868, se lie d'amitié avec Jean-François Millet. En 1853, Babcock est témoin du second mariage de Millet, et cette amitié va perdurer jusqu'à la mort de Millet puisqu'il signe aussi son acte de décès en 1875. Installé lui-même ensuite à Barbizon, il y demeure au 42, Grande Rue On le trouve encore dans ce village en 1891, avant qu'il n'emménage à Bois-d'Arcy dans le quartier de la Tremblaye au milieu des années 1890 où il finit ses jours durant l'été 1899.
Dans différents genres, Babcock peint des scènes paysannes, des scènes bibliques, des sujets mythologiques et des natures mortes. Il travaille aussi au fusain.

## Œuvres

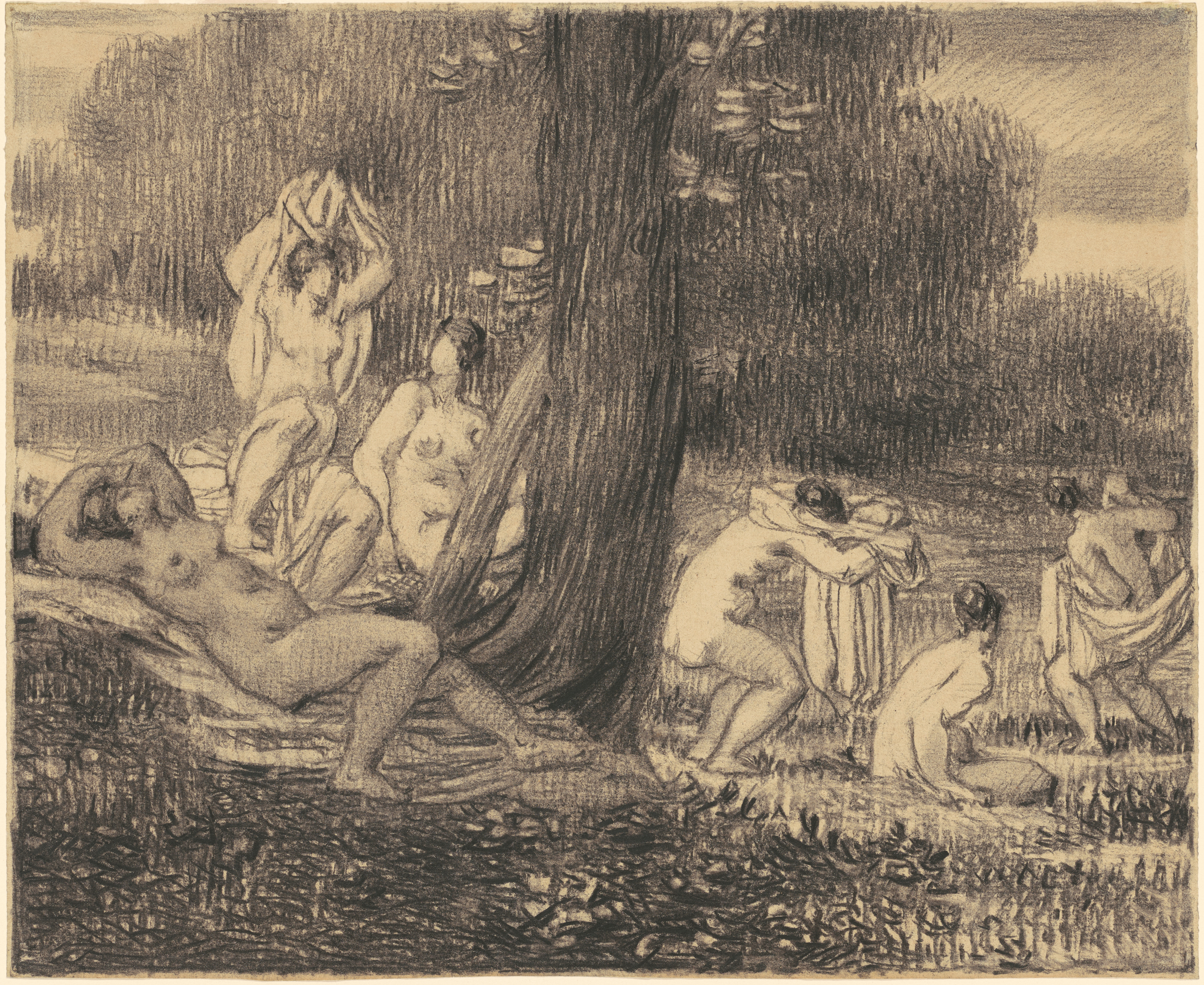
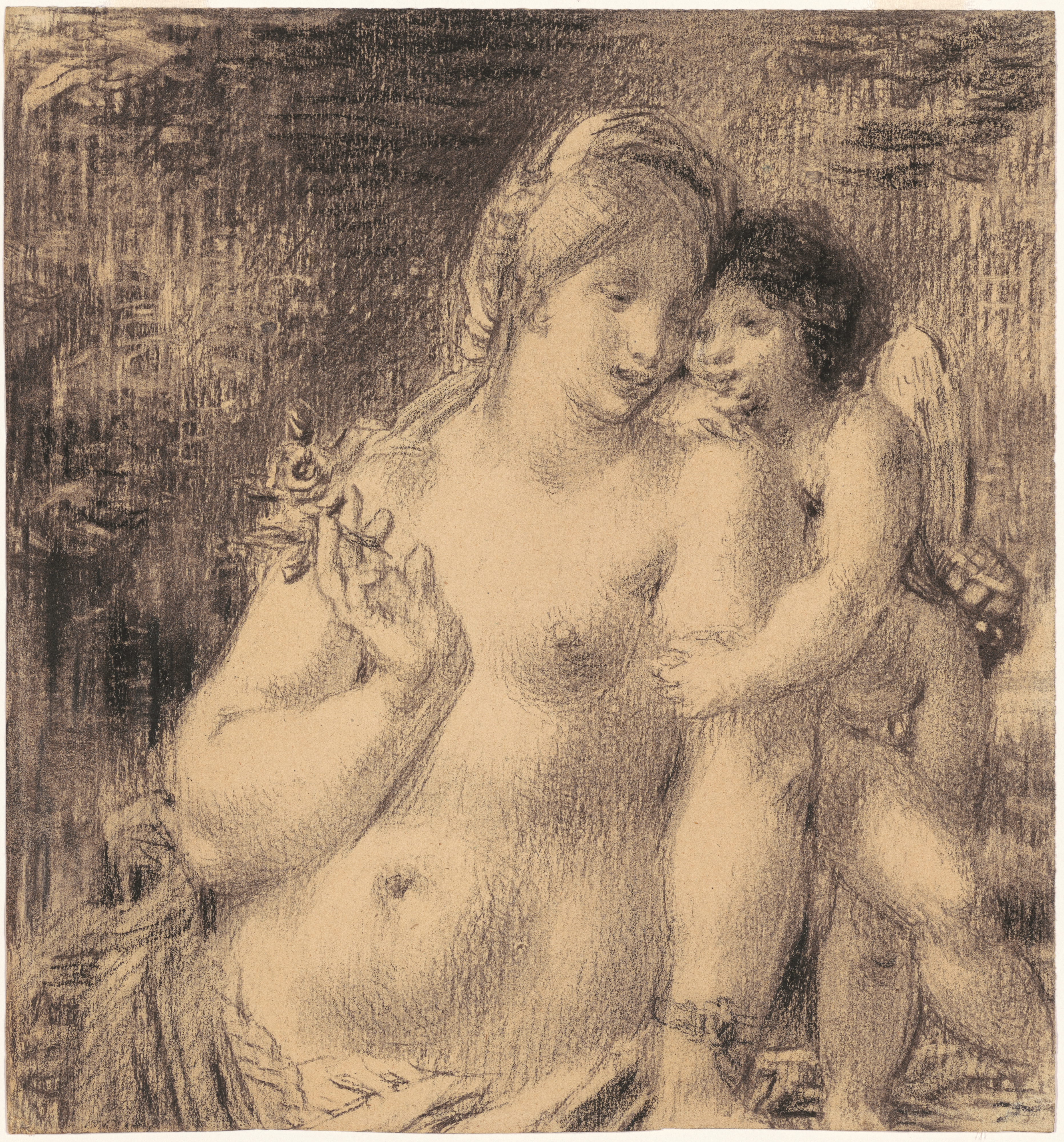
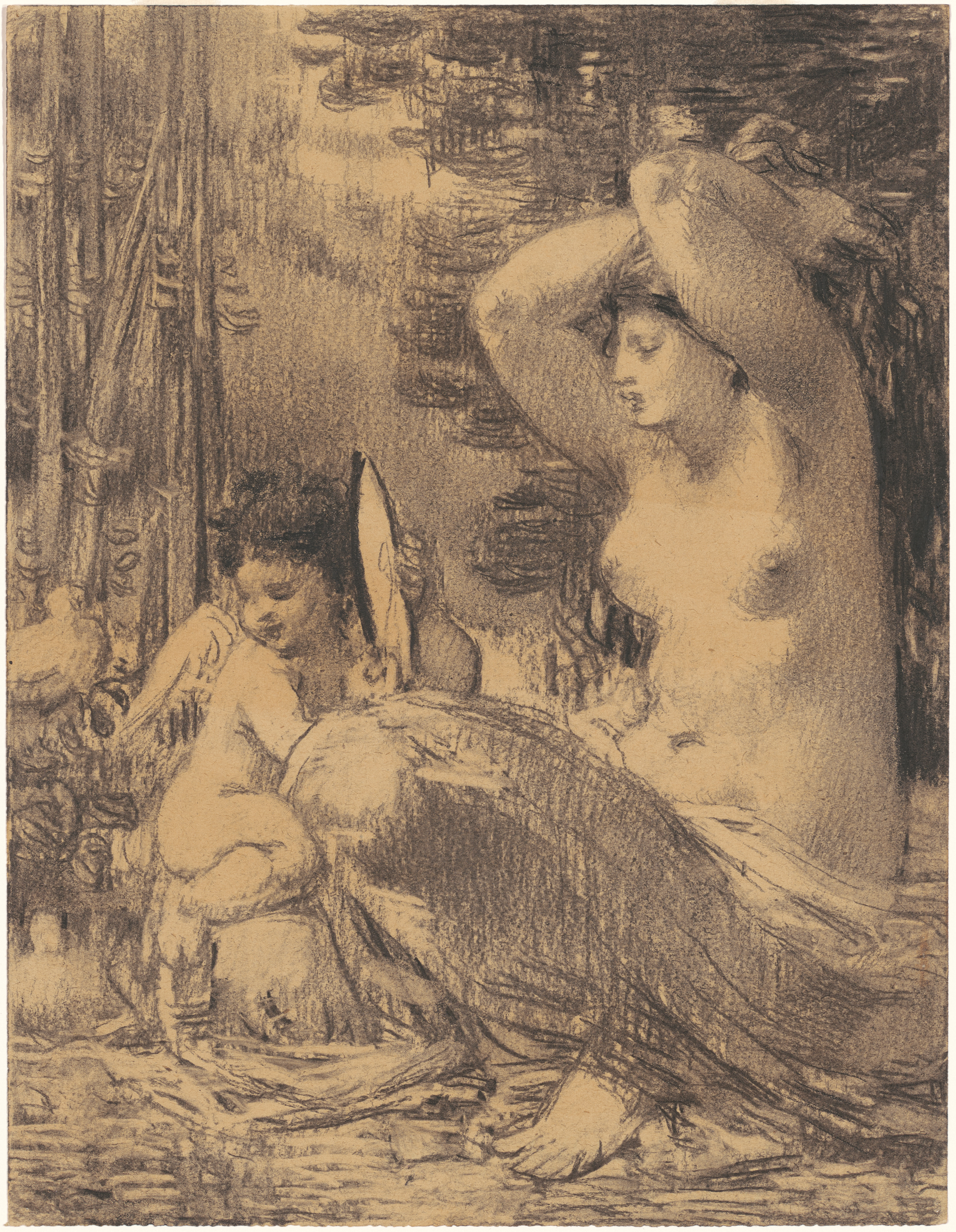
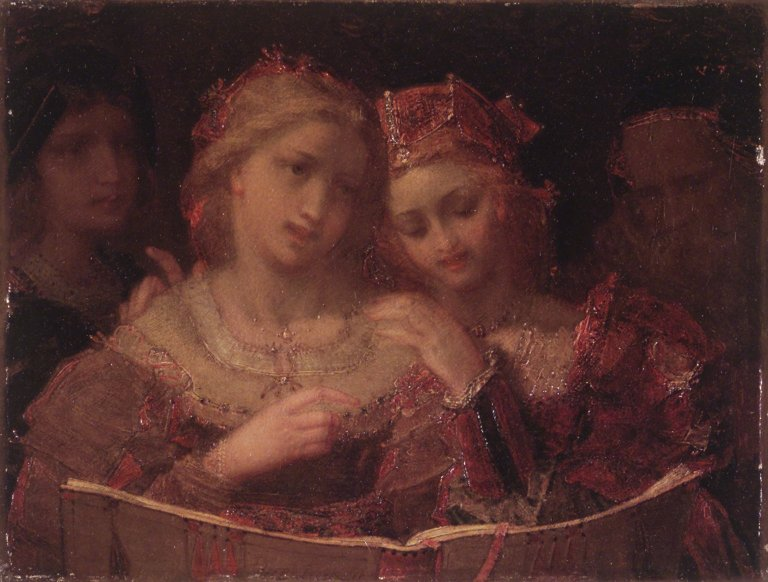
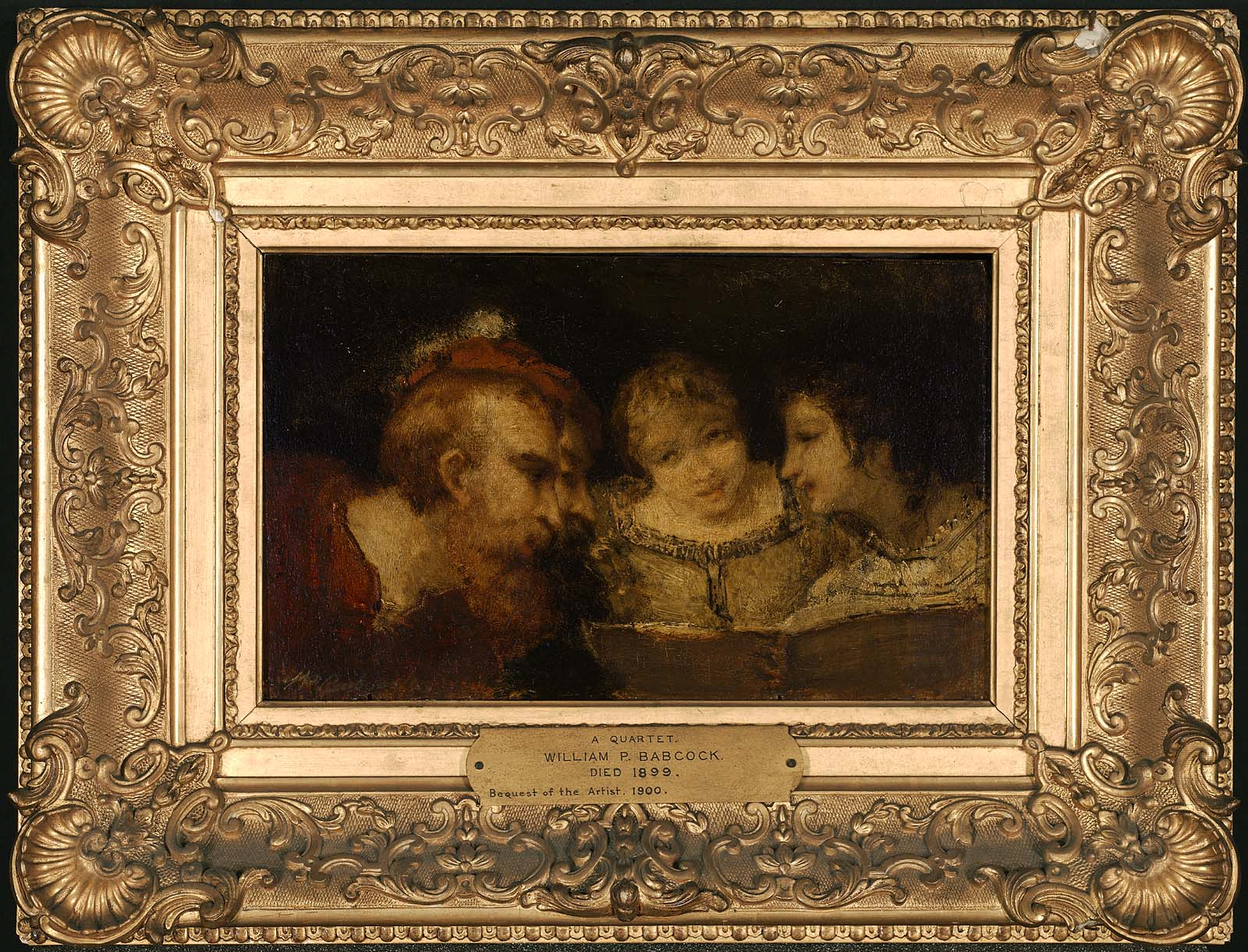
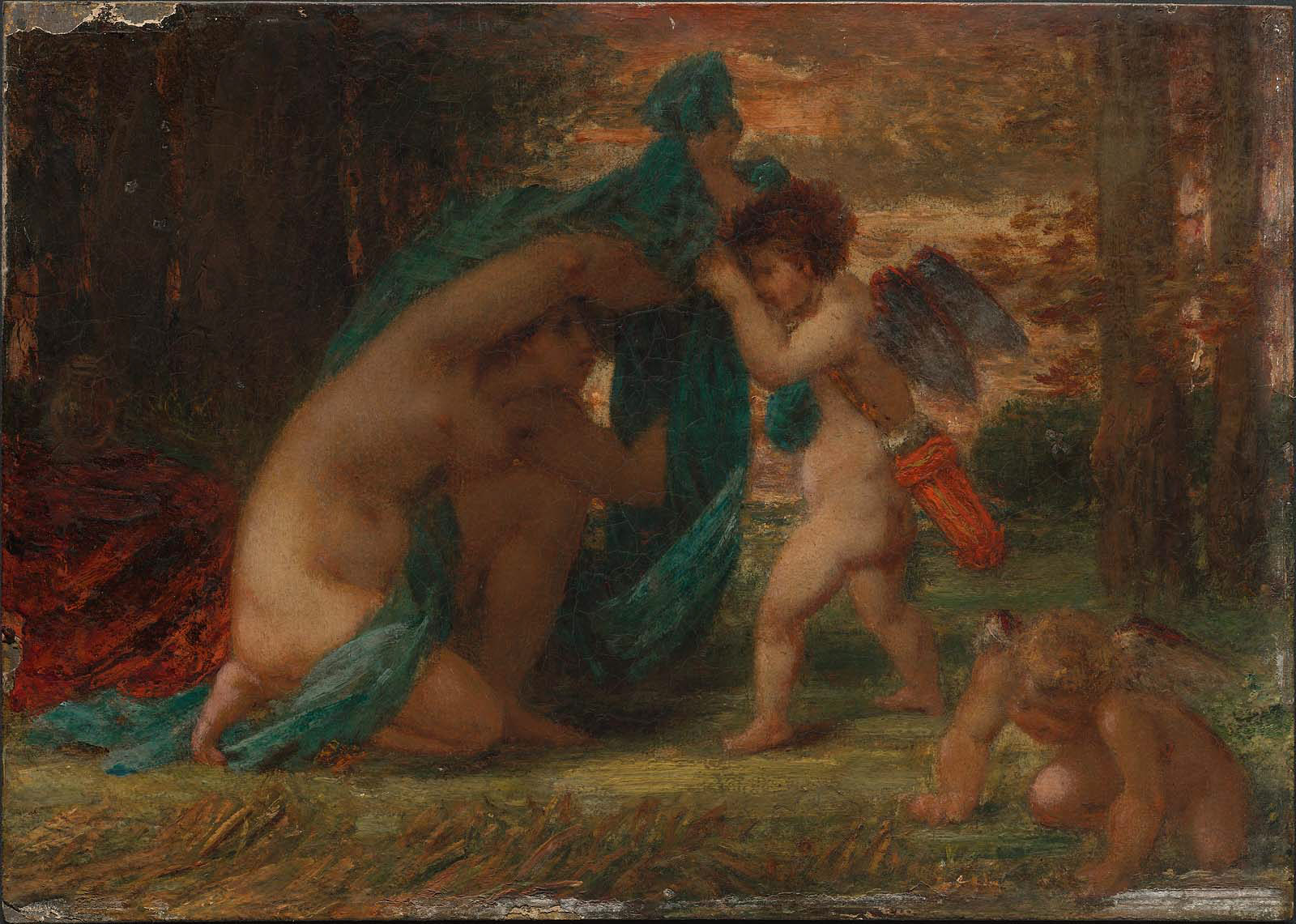
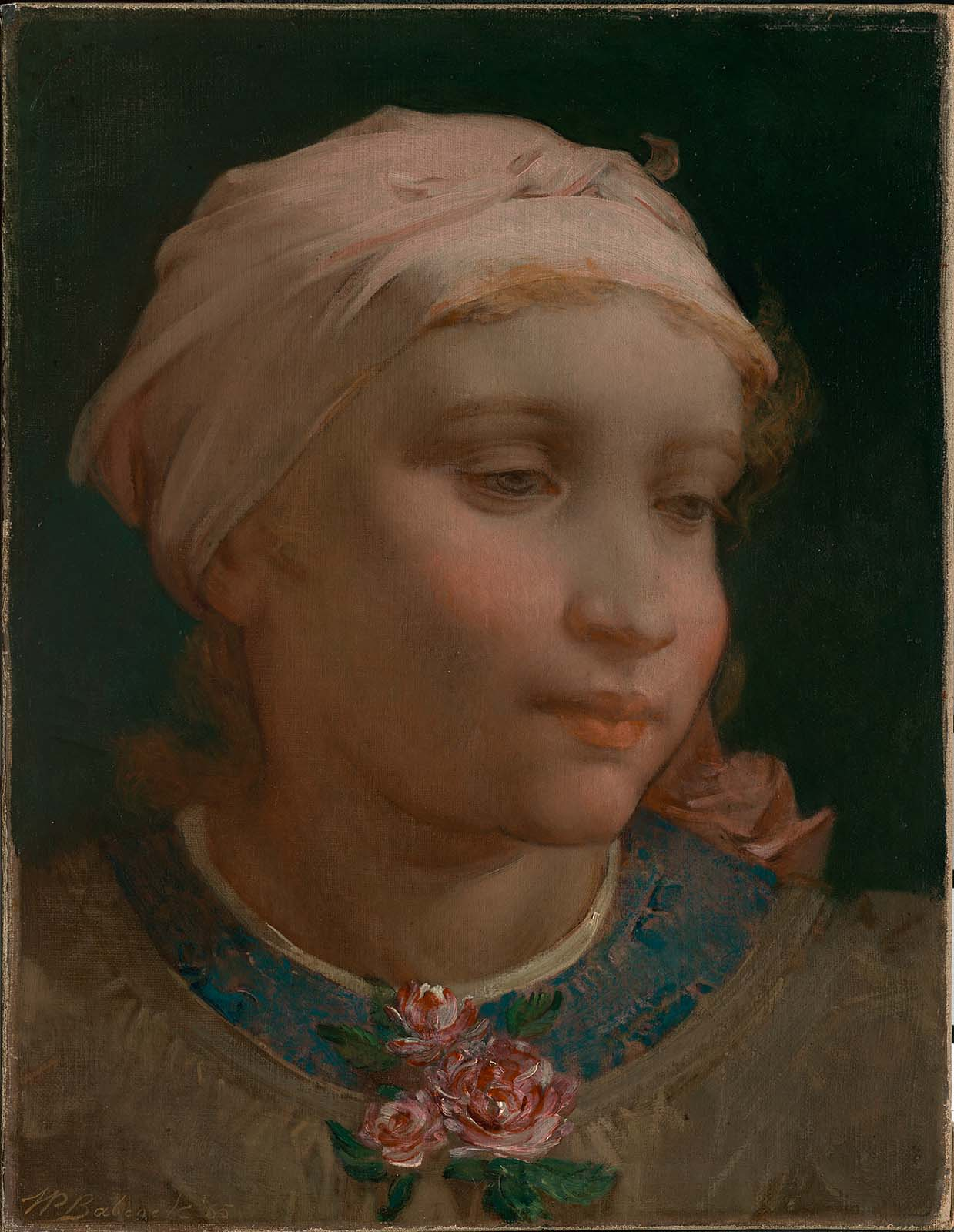